# Flénu
Flénu est une section de la ville belge de Mons, située en Région wallonne dans la province de Hainaut.
C'était une commune à part entière avant la fusion avec Jemappes en 1971.
Bien que n'y étant pas parlé, Flénu se dit en wallon Flinnu. Pour une fois, la prononciation en patois local ne diffère pas (flin-nu).
Le drapeau est identique à celui de Jemappes: bleu et blanc. Les rues de Flénu étaient pleines de drapeaux autrefois, lors de la fête des mères, par exemple, jour de la ducasse de Flénu. Le seul vestige est le drapeau arboré lors des victoires du BC L'9, sur la façade du local.

## Étymologie
Flénu se disait Flénut au XIIe siècle. On fait venir ce terme du wallon flin qui veut dire « silex », ou encore du germain Flunöth, signifiant « bois d'érables, de frênes ».
Pour Hocq, Flénu aurait une origine germanique : « lieu pourvu en velin ».
Une autre étymologie fait dériver le mot Flénu du terme roman flenne (belette) et de la désinence ut, u (utum) qui marque le grand nombre. L’endroit aurait été abondant en belettes.

## Géographie
Les quartiers de Flénu sont les suivants : le Champ de Bataille, le Genestrois, le Sergent (la « gagane », du nom de la rue du Moulin d'en Haut, anciennement rue de Cuesmes), le Campiau, le Haut-Flénu, les Produits, etc.

## Évolution démographique
- Sources : INS, Rem. : 1831 jusqu'en 1970 = recensements, 1976 = nombre d'habitants au 31 décembre.

## Histoire
Des établissements humains sont attestés dès le Néolithique par la découverte au XIXe siècle, de puits d’extraction de silex comparables aux minières néolithiques de silex de Spiennes.
Au Moyen Age, le comte de Hainaut en tant qu’abbé laïc du chapitre de Sainte-Waudru, y possédait une seigneurie importante dont il tirait des revenus sur les terres, les bois et la justice. En l186, sous le règne du comte de Hainaut Baudouin V Le Courageux, le nom de Flénu est cité pour la première fois sur une liste des Domaines du Pays de Mons. En 1405, commence l’extraction officielle de la houille par le fonçage de deux trous dans le bois pour le compte des Dames de Mons de cette époque.
En 1452, Flénu devient un fief. Le charbon extrait ensuite par les diverses sociétés charbonnières a reçu le nom de « le Flénu ». Des conflits naquirent tôt entre les agriculteurs (fermiers du chapitre) et les charbonniers (concessionnaires des mines), ces derniers aliénant de bonnes terres de culture en y accumulant les déchets (premiers terrils).
La bataille de Jemappes (1792) se déroula en partie sur Flénu.

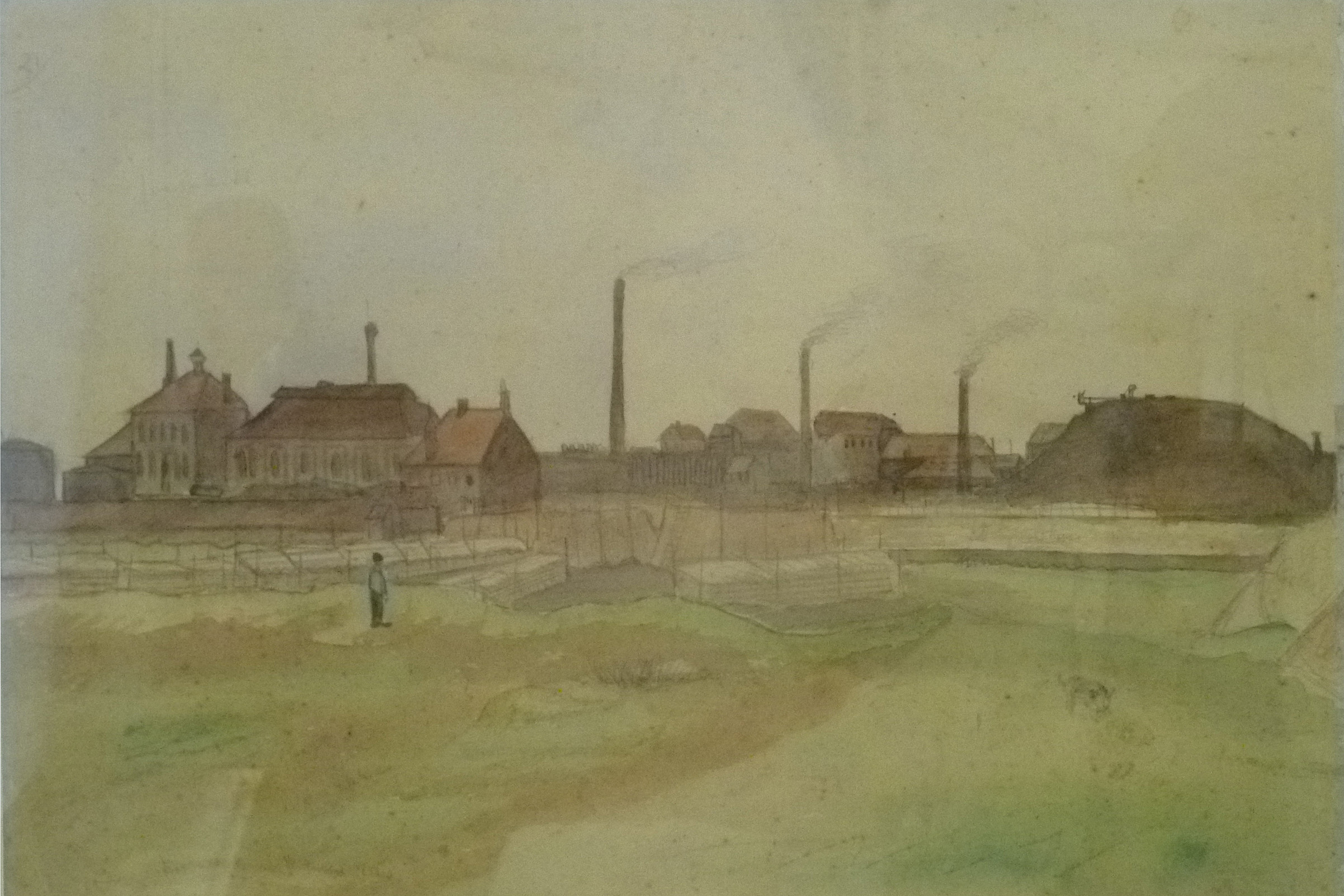
Usine de coke. Aquarelle de Vincent van Gogh, 1879.

En 1868, un arrêté royal instaura la paroisse de Flénu. L'église était dédiée à sainte Barbe, patronne des mineurs. Le premier curé fut l'abbé Roland.
Mécontents de la fiscalité, les dirigeants des charbonnages introduisent une demande de séparation en 1866. Flénu fut érigée en commune le 8 juin 1870,. Le premier mayeur est Joseph Doooms, les échevins Jules Wincq et Jules Depoustier et le secrétaire communal Henri Capouillez. Il fallut attendre 1879 pour que la maison communale soit inaugurée, en même temps que les écoles. L'instituteur en chef était Gustave Bouche.
Le 23 août 1914, l'armée allemande fusilla douze civils et y détruisit douze maisons lors des atrocités allemandes commises au début de la Première Guerre mondiale, lors des combats de la bataille de Mons. Les 24 et 25 août, 67 soldats allemands trouvèrent la mort à Flénu, de même que 17 Britanniques. Le 9 novembre 1918, Flénu fut libéré par les Canadiens.
Les puits ouverts aux XIXe et XXe siècles ont fourni du travail à un grand nombre d’hommes, de femmes et d’enfants (jusqu’à la loi de 1889). La crise des années « 30 » et les grèves de 1932, particulièrement violentes à Flénu, ont porté un coup mortel à l’activité économique de ce village. Les quatre puits encore exploités furent fermés en 1933 ainsi que l’atelier de construction. 3800 ouvriers perdirent leur travail. Les puits du Nord du Flénu et du Couchant du Flénu avaient été fermés en 1920.
Avec l'instauration du suffrage universel en 1921, l'ancienne majorité, issue de la direction des charbonnages, est supplantée par le POB. Après les grèves de 1932, un mouvement trotskyste, le daugisme, fondé par Walter Dauge (1907-1944) prit naissance à Flénu. Aux élections communale de 1939, les « daugistes » emportèrent 6 sièges, contre 4 au POB et 1 à l'opposition de droite. Le mouvement ne survécut pas à l’occupation allemande. Walter Dauge fut assassiné en 1944 dans des circonstances restées mystérieuses.
Pendant la Seconde Guerre mondiale, en 1944, la gare de formation fut bombardée par les alliés. La libération eut lieu le 2 septembre 1944 par les troupes américaines et anglaises.
L'Après-guerre est marquée par une forte immigration italienne. En 1948, le village compte 8 224 habitants (contre 5 303 en 1945) car Flénu, situé au carrefour des villages houillers de Quaregnon, Cuesmes et Jemappes servit de cité dortoir. De nombreux travailleurs immigrés sont logés dans baraquements, notamment dans le « camp de Sainte-Félicité ». Ces baraquements avaient été construits pour abriter les prisonniers de guerre forcés à travailler dans les mines. Des tunnels de tôles ondulées avaient servi de dépôts de munitions de l'armée américaine. Ces logements étaient, pour la plupart, insalubres.
«  Pour parer au plus pressé, le Gouvernement obligea (sic) les charbonnages à racheter les anciens camps de prisonniers de guerre qui appartenaient à l'État belge et qui étaient composés de baraquements en assez mauvais état ; ces baraquements devaient permettre d'installer provisoirement les familles étrangères.
 »
— L'industrie charbonnière belge
Le passé minier du village a modifié à jamais son relief et son paysage. C'est là que la majorité du charbon destiné à la région a été extrait. Flénu était un de ces villages tout en longueur où les cafés abondaient. Il n'en reste plus que trois ou quatre à présent. Le centre de l'économie de l'époque était l'extraction du charbon et le passage des ouvriers au café après leur travail.
En 1971, Flénu est de nouveau rattachée à Jemappes, puis à Mons en 1977, lors de la fusion des communes.

## Patrimoine et culture

### Culture
Le village a été le cadre de films sur le Borinage, notamment ceux d'Henri Storck, Misère au Borinage et de Paul Meyer, Déjà s’envole la fleur maigre.
Le centre de jeunes « la Flenne » occupe les locaux de l'ancienne maison communale/école pour former la jeunesse et organiser des conférences. L'Association s'appelle ainsi en raison de l'étymologie de Flénu. Le CCJ, centre culturel des jeunes, puis, centre culturel de Jemappes, a adopté une nouvelle formulation: CCJemappes-Flénu.

## Économie

### Le charbon
Le charbon était important à Flénu. Flénu est surnommée le village aux dix-huit terrils.
Le « charbon flénu », appelé aussi à « houille à longues flammes »  était très prisé pour l'alimentation des chaudières, le puddlage du fer, la cuisson des tuiles, des faïences, la fonte du verre à vitre et à la fabrication de gaz d'éclairage.
Son exploitation a commencé dès le XIVe siècle. Le chapitre de Sainte-Waudru concédait les exploitations sur le fief du Flénu. De bonnes terres agricoles sont sacrifiées pour creuser des puits de mines. Les premiers terrils apparaissent. Des conflits survinrent entre les agriculteurs (fermiers du chapitre) et les charbonniers (concessionnaires des mines). L’exploitation industrielle ne commença réellement qu'au XIXe siècle avec la création de la Société des Produits de Flénu, constituée en 1835 par l'émission de 4000 actions de 1000 francs, soit un capital de 4 millions, et de la Société du Levant de Flénu. Elles fusionnèrent en 1932 dans une nouvelle société dite Charbonnage du Levant et des Produits de Flénu dont le siège était à Cuesmes. Trente ans après la création, les actions avait augmenté de 150% environ.

## Sports
En sports, le basket est une mine d'or. Le BC Flénu est monté jusqu'en divisions nationales ce qui l'a obligé à émigrer de salle. Le Hall Omnisports de la piscine étant trop petit, c'est vers Quaregnon que le club s'est tourné, d'où sa dénomination actuelle : BC Flénu Quaregnon, surnommés les Pirates. C'est le BC L'9 Flénu qui a pris sa place, L'9 voulant dire le neuf donc le nouveau (abréviation jeu de mots légèrement patoisante). À noter : ils jouent en rouge et blanc pour ne pas les confondre avec Flénu-Quaregnon qui avaient les couleurs de Flénu, bleu et blanc. La piscine est très prisée des sportifs, elle demeure une des seules du Grand Mons. Le football a remis ses pieds à Flénu voici quelque temps avec la recréation du FC Flénu. Pour le tennis, le club de Jemappes (RTCJ) a construit un complexe couvert de deux terrains où les affiliés peuvent vivre leur passion en hiver et ce, depuis l'hiver 1993. Toutes ces activités sont sur le même site, dans le quartier des « Produits ».
La piscine a malheureusement définitivement fermé ses portes en mai 2008 à la suite de graves dégradations par des délinquants et devaient rouvrir un an plus tard mais cela revenait trop cher donc elle est restée à l'abandon depuis mais une nouvelle salle de sports devrait voir le jour à la place de cette piscine, aucune date n'est prévue pour l'instant mais ce sera une salle de sport sans ballons (peut-être arts martiaux, fitness ou autre sans être sûre) à cause du plafond trop bas prévu à la base pour la piscine. Le BCL'9 est quant à lui toujours existant.

## Personnalité
- Constant Malva (1903-1969), écrivain qui fut proche des surréalistes.
- Walter Dauge (1907-1944), homme politique.
- François Pirette, Thierry Van Cauberg (1963-), humoriste, ayant passé son enfance à la Résidence des Agasses.
- Auguste Capron : bourgmestre socialiste de 1921 à 1939.
- Clément Descamps dernier bourgmestre de Flénu avant la fusion des communes.